# Landesregierung Walheim I
Die Landesregierung Walheim I unter Landeshauptmann Alfred Walheim bildete die zweite Burgenländische Landesregierung vom 14. Juli 1923 bis 4. Jänner 1924. 
Als sich Walheims Vorgänger Alfred Rausnitz in der sogenannten Piringsdorfer Affäre kompromittierte, wurde ein Misstrauensvotum gegen Rausnitz vorbereitet. Um einer Absetzung als Landeshauptmann zu entgehen, demissionierte er am 14. Juli 1923 selbst. Nachfolger als Landeshauptmann wurde mit sozialdemokratischer Unterstützung Alfred Walheim. 
Nach der Landtagswahl 1923, bei der die GdVP dramatisch an Stimmen verlor, folgte am 4. Jänner 1924 die Landesregierung Rauhofer I. 

## Regierungsmitglieder
| Amt                            | Name                 | Partei          | Anmerkungen |
| ------------------------------ | -------------------- | --------------- | ----------- |
| Landeshauptmann                | Alfred Walheim       | Bauernbund/GdVP |             |
| Landeshauptmann-Stellvertreter | Ludwig Leser         | SdP             |             |
| Landeshauptmann-Stellvertreter | Franz J. Stesgal     | CSP             |             |
| Landesrat                      | Ernst K. Hoffenreich | SdP             |             |
| Landesrat                      | Alfred Ratz          | CSP             |             |
| Landesrat                      | Ignatz Till          | SdP             |             |
| Landesrat                      | Viktor Veit          | Bauernbund/GdVP |             |